# Андреевская (Красноборский район)
Андре́евская — деревня в Красноборском районе Архангельской области. Входит в состав Черевковского сельского поселения.

## География
Деревня Андреевская находится на севере Красноборского района. Удалена на расстояние 4 км от реки Северной Двины. По деревне проходит автодорога Архангельск — Котлас. Расстояния до Черевково — 10 км, до Красноборска — 37 км, до Котласа — 97 км, до Архангельска — 503 км. Практически срослась с деревней Верхняя Сергиевская.

## Население
| 2002 | 2009 | 2010 |
| ---- | ---- | ---- |
| 155  | ↘127 | ↘111 |

Возрастной состав
В 2009 году из 127 человек 43 пенсионера и 17 детей.

## Транспорт
Автобусное сообщение с Черевково, Красноборском, Котласом и Архангельском.
Автобусы:
- Черевково — Красноборск — Черевково (остановка в Андреевской)
- Архангельск — Котлас — Архангельск (остановка в Андреевской)
- Архангельск — Великий Устюг — Архангельск (остановка в Андреевской)
- Северодвинск — Котлас — Северодвинск (остановка в Андреевской)